# Magnus Brøndbo
Magnus Brøndbo (* 2. März 2005 in Bodø) ist ein norwegischer Fußballspieler auf der Position eines Torwarts.

## Vereinskarriere
Magnus Brøndbo wurde am 2. März 2005 in Bodø geboren und begann seine Vereinskarriere im Nachwuchsbereich seines Heimatvereins, dem FK Bodø/Glimt. Dort durchlief er verschiedene Nachwuchsspielklassen und schaffte bereits mit 15 Jahren den Sprung in die U-19-Mannschaft des Vereins. Im Spieljahr 2021 wurde er nicht nur in die zweite Mannschaft des Klubs hochgezogen, sondern schaffte als einer der Ersatztorhüter auch den Sprung in den Profikader der Nordländer. Am 3. Juli 2021 saß er bei einem 2:2-Heimremis gegen den Viking FF erstmals in einem Erstligaspiel uneingesetzt auf der Ersatzbank. Neben Einsätzen für die U-16- und die U-19-Mannschaft des Klubs kam er in den Monaten August und September 2021 auch zu vier Meisterschaftseinsätzen für den FK Bodø/Glimt II in der vierthöchsten norwegischen Spielklasse. Im Oktober 2020 wechselte er leihweise für ein Jahr in den Nachwuchsbereich des italienischen Erstligisten AS Rom und brachte es für diesen zu Einsätzen im U-17-Kader, stand aber auch im Aufgebot der U-18-Mannschaft, für die er jedoch ohne Einsatz blieb.
Im Spätsommer 2022 kehrte er zu Bodø/Glimt zurück und absolvierte bis zum Ende des Spieljahres 2022 noch vier Viertligapartien für die zweite Mannschaft des Klubs, mit der er abermals auf einem Platz im Tabellenmittelfeld abschloss. Im nachfolgenden Spieljahr 2023 agierte Brøndbo als der am häufigsten eingesetzte Torhüter der zweiten Mannschaft und wechselte sich im Laufe der Saison mit insgesamt fünf weiteren Torhütern ab. Als Bodø/Glimt II zwischenzeitlich in den Abstiegskampf geraten war, dann aber doch noch den Klassenerhalt sichern konnte, stand Brøndbo in insgesamt 16 Meisterschaftsspielen im Tor. Nebenbei kam er in diesem Spieljahr auch in einer Reihe von U-19-Spielen seines Klubs zum Einsatz. Nach einem Kurzeinsatz in der ersten Runde des norwegischen Fußballpokals gegen Mosjøen Ende Mai 2023 nahm er kurzzeitig als zweiter Torhüter auf Ersatzbank der Profis Platz, musste seinen Platz jedoch bald wieder räumen. Anlässlich der Qualifikation zur UEFA Europa Conference League 2023/24 stieg er wieder zur Nummer 2 hinter Nikita Iljitsch Chaikin auf und blieb dies bis zum knappen Ausscheiden seiner Mannschaft in der Zwischenrunde gegen Ajax Amsterdam. Ab Anfang September 2023 rückte er auch in der Liga wieder auf die Position vor und gab schließlich am 12. November 2023 bei einem 1:0-Heimsieg über den Aalesunds FK sein Ligadebüt, als er den verletzungsbedingten Ausfall von Nikita Chaikin kompensierte.
Mit den Profis wurde er im Spieljahr 2023 norwegischer Meister und qualifizierte sich als solcher für die zweiten Qualifikationsrunde zur UEFA Champions League 2024/25. In weiterer Folge schaffte er es mit der Mannschaft bis in die Play-off-Runde schied mit Bodø/Glimt knapp gegen Roter Stern Belgrad aus, aber schaffte es in der nachfolgenden UEFA Europa League 2024/25 bis ins Halbfinale gegen Tottenham Hotspur. Vor allem international agierte Brøndbo fast ausschließlich als Nummer 2, brachte es als solche jedoch zu keinen Einsätzen. Bis auf einen neuerlichen Kurzeinsatz im norwegischen Fußballpokal fand er im Spieljahr 2024 kaum Berücksichtigung im Profikader, war jedoch mit 17 Ligaeinsätzen abermals der am häufigsten eingesetzte Torhüter der zweiten Mannschaft. Mit Bodø/Glimt II konnte er diesmal den Klassenerhalt nicht halten und die Mannschaft stieg als deutlich Letzter der Gruppe 6 in die fünftklassige 4. Divisjon ab. Währenddessen wurden die Profis abermals norwegischer Meister und qualifizierten sich dabei für die Teilnahme an der Play-off-Runde gegen den österreichischen Bundesligisten SK Sturm Graz.

## Nationalmannschaftskarriere
Sein Debüt in einer Nationalmannschaft des norwegischen Fußballverbands gab Brøndbo im September 2021, als er in zwei Länderspielen der norwegischen U-16-Auswahl in Polen gegen Moldau und Rumänien eingesetzt wurde. Im Juni 2022 folgten zwei U-17-Ländersspiele gegen die Alterskollegen aus England und den Vereinigten Staaten. Fast auf den Tag genau ein Jahr später folgte ein Länderspieleinsatz für Norwegens U-18-Auswahl gegen Portugal, der in einer klaren 0:5-Niederlage der Norweger endete. Bei einem Nachwuchsturnier an der Algarve debütierte er daraufhin im September 2024 für die norwegische U-19-Nationalmannschaft. Im März 2025 absolvierte er ein Länderspiel Norwegens U-20 gegen Usbekistan und kam danach im Juni 2025 während des letztens Vorbereitungsturniers auf die U-20-Weltmeisterschaft 2025 in einem Spiel gegen Saudi-Arabien zum Einsatz.

## Erfolge
mit dem FK Bodø/Glimt
- Norwegischer Fußballmeister: 2023 und 2024 (2024: ohne Einsatz)